# 1488 az irodalomban
Az 1488. év az irodalomban.

## Megjelent új művek
- március 20. – Brünnben megjelenik nyomtatásban Thuróczi János műve, a Thuróczi-krónika

## Születések
- április 21. – Ulrich von Hutten költő, a németországi humanizmus képviselője és a reformáció egyik úttörője († 1523)

## Halálozások
- 1488 vagy 1489 – Thuróczi János 15. századi magyar történetíró (* 1435 ?)